# Thomas Maria Renz

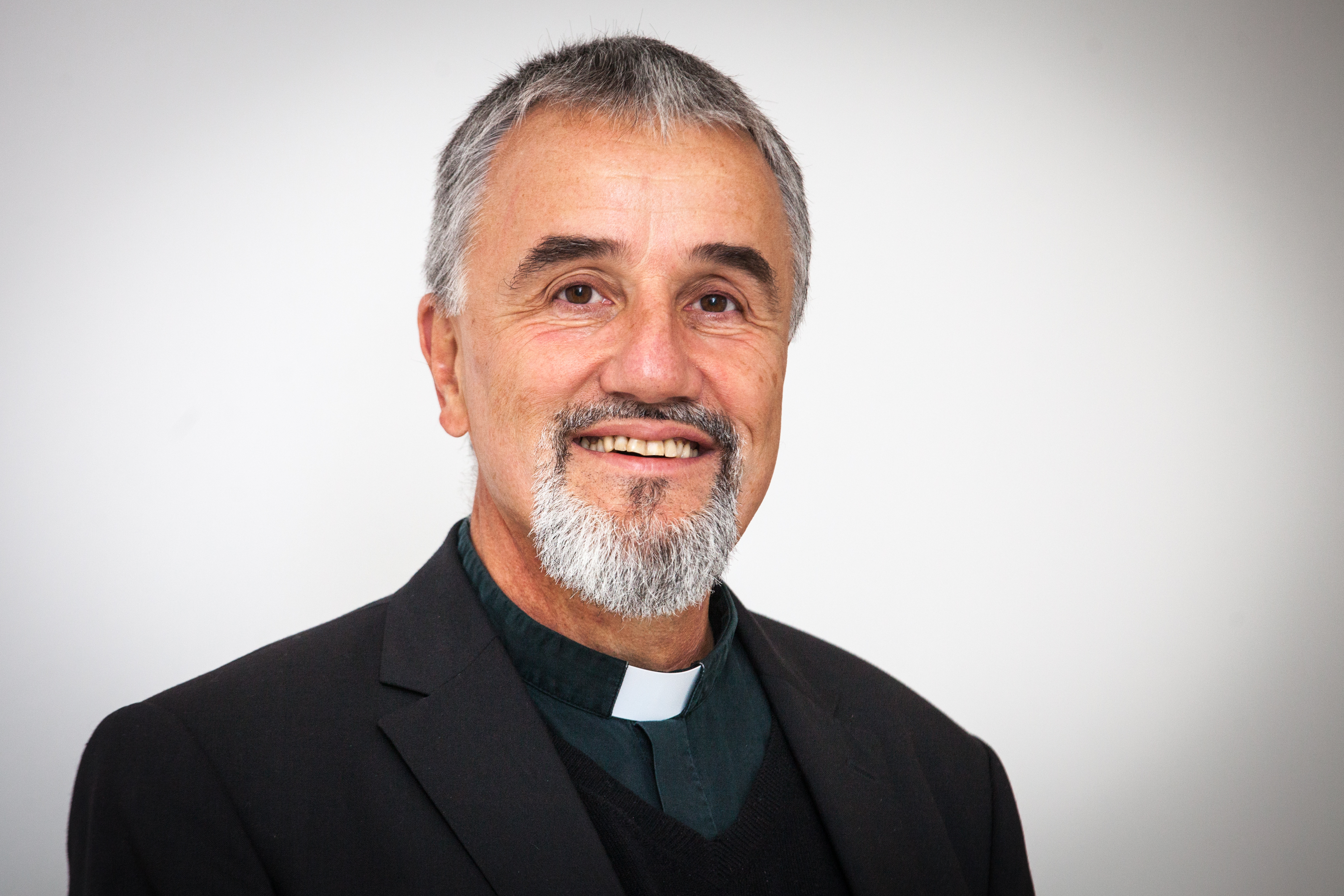
Weihbischof Thomas Maria Renz

Wappen von Thomas Maria Renz

Thomas Maria Renz (* 9. Dezember 1957 in München) ist Weihbischof im Bistum Rottenburg-Stuttgart.

## Leben
Renz wurde am 8. Oktober 1984 in Rom von Joachim Kardinal Meisner für die Diözese Rottenburg-Stuttgart zum Priester geweiht. Zum Weihejahrgang zählte auch der heutige Weihbischof in Münster Stefan Zekorn. Am 29. April 1997 ernannte ihn Papst Johannes Paul II. zum Titularbischof von Rucuma und zum Weihbischof in Rottenburg-Stuttgart. Die Bischofsweihe spendete ihm Bischof Walter Kasper am 22. Juni desselben Jahres. Mitkonsekratoren waren die Weihbischöfe Johannes Kreidler und Bernhard Rieger.
Bis zu seiner Ernennung zum Weihbischof war Renz als Pfarrer und Dekan in Bad Saulgau tätig. Im Mai 1997 wurde er zum Domkapitular ernannt. Mit 39 Jahren war er das jüngste Mitglied der Deutschen Bischofskonferenz. Er ist als Leiter der Hauptabteilung Jugend des Bischöflichen Ordinariats in Rottenburg auch Vorstand der Jugendstiftung just. Außerdem leitet er die Hauptabteilung Orden, Säkularinstitute und Geistliche Gemeinschaften in der Diözese Rottenburg-Stuttgart.

## Ehrenämter
Renz übt darüber hinaus folgende Ämter und Ehrenämter aus:
- Mitglied im Aufsichtsrat des Eigenbetriebs der Tagungshäuser in der Diözese Rottenburg-Stuttgart
- Mitglied der Gesellschafterversammlung der Freiwilligendienste gGmbH in der Diözese Rottenburg-Stuttgart
- Mitglied der Kommission VII der Deutschen Bischofskonferenz für Erziehung und Schule
- Mitglied der Deutsche Kommission Justitia et Pax
- Freier Mitarbeiter im „Institut Simone Weil“, Lehrhaus für Psychologie und Spiritualität in Marktheidenfeld
- Mitglied im Trägerkreis des CCD – Christlicher Convent Deutschland
- Mitglied im Initiatorenkreis von „Deutschland betet“
- Mitarbeiter beim ökumenischen „Treffen von Verantwortlichen“ von Geistlichen Gemeinschaften
- Mitarbeiter bei Miteinander für Europa
- Mitglied im Kuratorium des Jugendstrafvollzugs in freier Form „Seehaus e. V.“ bei Leonberg
- Mitglied im Fachbeirat der de’ignis-Fachklinik in Altensteig-Egenhausen für Psychiatrie, Psychotherapie und Psychosomatik auf christlicher Basis
- Vorsitzender des Fördervereins „Dornbusch e. V.“ zur Unterstützung der Jugendband am Rottenburger Dom
- Vorsitzender des Vereins „RastHaus e. V.“ für professionelle Wohnsitzlosenhilfe in Rottenburg
- Mitglied im Aufsichtsrat der Schwangerschaftskonfliktberatungsinitiative „1000plus“ von Pro Femina e. V.